# Léo Fortunato
Leonardo Fortunato dos Santos, mais conhecido como Léo Fortunato (Rio de Janeiro, 14 de março de 1983), é um ex-futebolista brasileiro que atuava como zagueiro.

## Carreira
Nascido no Rio de Janeiro começou sua carreira pelo Madureira onde é considerado ídolo tendo três passagens pelo time carioca. Tanto destaque pelo Madureira fez com que despertasse interesse do Cruzeiro que acabou o contratando em 2007, porém não teve seu espaço e acabou sendo emprestado para o Braga de Portugal, Vitória e Boa Esporte. Após ter seu contrato encerrado com o time celeste foi jogar em times fora do país.
Em 2016, foi contratado pelo Tupi para a temporada, mas em março foi contratado pelo ABC para a sequência da temporada. Sendo um dos destaques do ABC na temporada, Léo Fortunato teve sua contrato ampliado até o fim de 2017. Marcou seu primeiro gol com a camisa alvinegra em um empate por 2 a 2 diante do Cuiabá em partida válida pela Série C. Após se envolver em um movimento grevista por motivo de salários atrasados, ameaçou jogadores da base, através de áudios que foram vazados, que não aceitaram fazer parte da greve, o que motivou a diretoria do Mais Querido a não renovar contrato com o jogador.
Em 2018, foi contratado pelo Tigres do Brasil para a disputa da Série A2 do Campeonato Carioca.

## Títulos
Madureira
- Taça Rio: 2006

Cruzeiro
- Campeonato Mineiro: 2008 e 2009
- Campeonato Internacional de Verano: 2009

ABC
- Copa RN: 2016, 2017
- Campeonato Potiguar: 2016, 2017

## Premiações
Madureira
- Eleito melhor zagueiro do Campeonato Carioca de 2007